# ウドゥル・カラマ
ウドゥル・カラマ（Udul-kalama）は、古代メソポタミア、ウルク第1王朝の王。
シュメール王名表によると、ウルク第1王朝（紀元前26世紀頃）の7代目の王。
ウドゥル・カラマはウル・ヌンガルの息子であり、ギルガメシュの孫である。しかし、ウドゥル・カラマの名を記した文書や遺物は残されておらず、王名表に追加されたウルク第1王朝が実際に覇権を握っていた時代に君臨した、幾つかの小王の一人であった可能性がある。